# Henry Littlewort
Henry Charles Littlewort (Ipswich, Suffolk, 7 de juliol de 1882 - Edmonton, Londres, 21 de novembre de 1934) va ser un futbolista anglès que va competir a començament del segle xx. Jugà com a centrecampista i en el seu palmarès destaca la medalla d'or en la competició de futbol dels Jocs Olímpics d'Estocolm, el 1912.
A nivell de clubs jugà al West Norwood, el Crystal Palace i el Glossop en els anys previs a la Primera Guerra Mundial.